# 俞家骥
俞家骥（1877年—1968年），字涵青，浙江绍兴陶里村人，中国书画家。

## 生平
俞家骥于清朝光绪三年（1877年）生于绍兴。他自幼在家塾学习。后来俞家骥到北京入国子监学习。此后他被派到山西垦务总局任文案兼提调。中华民国成立后，俞家骥历任山西省阳曲县、榆次县、临晋县、大同县等县知事。1925年，他升任雁门道道尹。1927年，他被阎锡山调任为《山西省政务全书》总编纂。1928年，国民革命军第三集团军总司令阎锡山被蒋介石委任兼任平津卫戍总司令，统治山西、河北、察哈尔、绥远四省以及北平、天津两市。不久俞家骥即被阎锡山调到北平任幕僚，为阎锡山处理往来信件，在阎锡山不在北平时代拆代复公文。后来他还从事银行业。
不久，行政院驻平政务整理委员会成立，黄郛任委员长。俞家骥被任命为政务整理委员会秘书长。此后他辞去职务，任北京图书馆馆长兼大陆银行北京分行经理。
中华人民共和国成立后，俞家骥获荐为北京浙江会馆财产管理委员会第一、第二、第三届主任委员，直到1955年将会馆财产移交政府。1956年后，俞家骥任中央文史研究馆馆员，直至1968年病逝，享年91岁。
他和黄郛、何应钦均为友好，和张大千的二哥张善是老朋友。族人好友包括俞人鳳。
　　